# Lac de Joux
Jezioro Joux (fr. Lac de Joux) – jezioro zajmujące większą część doliny Vallée de Joux w centralnej części gór Jura, w kantonie Vaud w Szwajcarii, przy granicy z Francją.
Jezioro ma mocno wydłużony kształt. Rozciąga się z południowego zachodu na północny wschód na długości 10 km, natomiast jego największa szerokość wynosi ok. 1 km. Powierzchnia jeziora ma 9,5 km², a jego głębokość maksymalna wynosi 34 m. Powierzchnia lustra wody leży na wysokości 1004 m n.p.m.
Głównym ciekiem wodnym zasilającym jezioro Joux jest rzeka Orbe, która ma swoje źródła we Francji i wpada do jeziora na jego południowo-zachodnim krańcu. Wśród innych drobnych cieków wodnych wpadających do jeziora wyróżnia się jedynie krótki (długości ok. 600 m) potok Lionne, wpadający do jeziora w L’Abbaye. Niewielka część wód z jeziora przepływa następnie do sąsiedniego, znacznie mniejszego jeziora Brenet, natomiast większość odpływa systemem podziemnych szczelin, by pojawić się w położonych ok. 4 km. dalej i znacznie niżej Jaskiniach Vallorbe (fr. Grottes de Vallorbe).
Latem, dzięki korzystnym wiatrom, jezioro wykorzystywane jest do celów rekreacyjnych (żeglarstwo, windsurfing). Temperatura jego wód waha się wówczas od 18 do 24 °C, a więc można się w nim również kąpać. Zimą zamarza, pokrywając się z reguły grubą i dość trwałą pokrywą lodową. Do końca XIX w. lód z jeziora był wydobywany i magazynowany, a następnie wywożony do dużych ośrodków miejskich i wypoczynkowych w otoczeniu Jeziora Genewskiego (a nawet do Paryża) na potrzeby szpitali, browarów, restauracji i in.